# Côte d'Ivoire aux Jeux olympiques d'été de 2020
La Côte d'Ivoire a participé aux Jeux olympiques d'été de 2020 à Tokyo au Japon du 23 juillet au 8 août 2021. Il s'agissait de sa 14e participation à des Jeux d'été.
Le Comité international olympique a autorisé à partir de ces jeux la présentation de deux porte-drapeaux, une femme et un homme, pour la cérémonie d'ouverture. La sprinteuse Marie-Josée Ta Lou et le taekwondoïste Cheick Cissé ont été nommés porte-drapeaux de la délégation ivoirienne.

## Médaillés
| Sport     | Discipline            | Athlète(s)  | Performance                   | Date       |
| --------- | --------------------- | ----------- | ----------------------------- | ---------- |
| Taekwondo | Moins de 67 kg femmes | Ruth Gbagbi | Milena Titoneli Victoire 12-8 | 26 juillet |

| Sport     |   |   |   | Total |
| --------- | - | - | - | ----- |
| Taekwondo | 0 | 0 | 1 | 1     |
| Total     | 0 | 0 | 1 | 1     |

| Jour       |   |   |   | Total |
| ---------- | - | - | - | ----- |
| 26 juillet | 0 | 0 | 1 | 1     |
| Total      | 0 | 0 | 1 | 1     |

| Sexe   |   |   |   | Total |
| ------ | - | - | - | ----- |
| Femmes | 0 | 0 | 1 | 1     |
| Total  | 0 | 0 | 1 | 1     |

## Athlètes engagés
| Sport      | Hommes | Femmes | Total |
| ---------- | ------ | ------ | ----- |
| Athlétisme | 1      | 2      | 3     |
| Aviron     | 1      | 0      | 1     |
| Football   | 21     | 0      | 21    |
| Judo       | 0      | 1      | 1     |
| Natation   | 0      | 1      | 1     |
| Taekwondo  | 2      | 2      | 4     |
| Total      | 25     | 6      | 31    |

## Résultats

### Athlétisme
| Athlète            | Épreuve        | Tour préliminaire | Tour préliminaire | 1er tour   | 1er tour | Demi-finale | Demi-finale | Finale   | Finale   |
| Athlète            | Épreuve        | Temps             | Rang              | Temps      | Rang     | Temps       | Rang        | Temps    | Rang     |
| ------------------ | -------------- | ----------------- | ----------------- | ---------- | -------- | ----------- | ----------- | -------- | -------- |
| Arthur Cissé       | 100 m masculin | Exempté           | Exempté           | 10 s 15    | 2e       | 10 s 18     | 7e          | Éliminé  | Éliminé  |
| Murielle Ahouré    | 100 m féminin  | Exemptée          | Exemptée          | 11 s 16    | 3e       | 11 s 28     | 7e          | Éliminée | Éliminée |
| Marie-Josée Ta Lou | 100 m féminin  | Exemptée          | Exemptée          | 10 s 78 AR | 1re      | 10 s 79     | 1re         | 10 s 91  | 4e       |
| Marie-Josée Ta Lou | 200 m féminin  | Non disputé       | Non disputé       | 22 s 30    | 1re      | 22 s 11     | 1re         | 22 s 27  | 5e       |

### Aviron
| Athlète      | Compétition    | Séries        | Séries | Repêchages   | Repêchages | Quarts de finale | Quarts de finale | Demi-finales                  | Demi-finales | Finale                 | Finale |
| Athlète      | Compétition    | Temps         | Rang   | Temps        | Rang       | Temps            | Rang             | Temps                         | Rang         | Temps                  | Rang   |
| ------------ | -------------- | ------------- | ------ | ------------ | ---------- | ---------------- | ---------------- | ----------------------------- | ------------ | ---------------------- | ------ |
| Franck N'Dri | Skiff masculin | 7 min 49 s 19 | 15e    | 8 min 3 s 25 | 5e         | Non disputé      | Non disputé      | Demi-finale E/F 7 min 55 s 12 | 2e           | Finale E 7 min 42 s 55 | 28e    |

### Football
| Compétition      | Phase de groupe              | Phase de groupe  | Phase de groupe   | Phase de groupe | Quart de finale     | Demi-finale      | Finale / MB      | Finale / MB |
| Compétition      | Adversaire Score             | Adversaire Score | Adversaire Score  | Rang            | Adversaire Score    | Adversaire Score | Adversaire Score | Rang        |
| ---------------- | ---------------------------- | ---------------- | ----------------- | --------------- | ------------------- | ---------------- | ---------------- | ----------- |
| Tournoi masculin | Arabie saoudite Victoire 2-1 | Brésil Nul 0-0   | Allemagne Nul 1-1 | 2e              | Espagne Défaite 2-5 | Éliminés         | Éliminés         | Éliminés    |

### Judo
| Athlète                  | Compétition    | 1er tour               | 2e tour             | Quart de finale     | Demi-finale         | Repêchage 1         | Repêchage 2         | Finale              | Rang |
| Athlète                  | Compétition    | Adversaire Résultat    | Adversaire Résultat | Adversaire Résultat | Adversaire Résultat | Adversaire Résultat | Adversaire Résultat | Adversaire Résultat | Rang |
| ------------------------ | -------------- | ---------------------- | ------------------- | ------------------- | ------------------- | ------------------- | ------------------- | ------------------- | ---- |
| Zouleiha Abzetta Dabonné | Moins de 57 kg | Monteiro Défaite 00-10 | Éliminée            | Éliminée            | Éliminée            | Éliminée            | Éliminée            | Éliminée            | 17e  |

### Natation
| Athlète        | Épreuve          | Séries        | Séries | Demi-finales | Demi-finales | Finale   | Finale   |
| Athlète        | Épreuve          | Temps         | Rang   | Temps        | Rang         | Temps    | Rang     |
| -------------- | ---------------- | ------------- | ------ | ------------ | ------------ | -------- | -------- |
| Talita Te Flan | 400 m nage libre | 4 min 38 s 92 | 25e    | Éliminée     | Éliminée     | Éliminée | Éliminée |

### Taekwondo
| Athlète                 | Compétition   | Huitièmes de finale           | Quarts de finale        | Demi-finales           | Repêchage                 | Finale / MB            | Rang                                |
| Athlète                 | Compétition   | Adversaire Résultat           | Adversaire Résultat     | Adversaire Résultat    | Adversaire Résultat       | Adversaire Résultat    | Rang                                |
| ----------------------- | ------------- | ----------------------------- | ----------------------- | ---------------------- | ------------------------- | ---------------------- | ----------------------------------- |
| Cheick Cissé            | -80 kg hommes | Mahboubi Défaite 11-21        | Éliminé                 | Éliminé                | Éliminé                   | Éliminé                | 11e                                 |
| Seydou Gbané            | +80 kg hommes | Issoufou Alfaga Victoire 15-9 | Georgievski Défaite 4-9 | Non qualifié           | Alba Castillo Défaite 2-8 | Éliminé                | 7e                                  |
| Ruth Gbagbi             | -67 kg femmes | Katoka Victoire (DSQ)         | Zhang Victoire 21-9     | Williams Défaite 18-24 | -                         | Titoneli Victoire 12-8 | Médaille de bronze, Jeux olympiques |
| Aminata Charlène Traoré | +67 kg femmes | Lee Défaite 13-17             | Non qualifiée           | Non qualifiée          | Rodríguez Victoire 11-9   | Laurin Défaite 8-17    | 5e                                  |